# Dopravní podnik měst Mostu a Litvínova
Dopravní podnik měst Mostu a Litvínova (DPmML) – spółka akcyjna będąca operatorem miejskiego transportu publicznego w Moście, Litvínovie i w okolicznych gminach. Przedsiębiorstwo w obecnej formie prawnej powstało 1 stycznia 1995 r., jego siedziba znajduje się przy ulicy třída Budovatelů 1395/23 w Moście. Akcjonariuszami spółki są miasto Most (60%) i Litvínov (40%).
W 2018 r. DPmML obsługiwał 24 linie autobusowe i 5 linii tramwajowych. Według stanu z 2018 r. DPmML dysponował 88 autobusami i 48 tramwajami. Udział transportu tramwajowego w liczbie wykonanych wozokilometrów wyniósł 31,78%, a transportu autobusowego 68,22%.

## Struktura organizacyjna
Stan z sierpnia 2025 r.

### Rada dyrektorów
- Przedstawiciel rady: Sáša Štembera
- Zastępcy: Daniel Dunovský, Daniel Volák
- Członkowie rady: Zbyněk Jakš, Vojtěch Brzoň, Ivana Hvězdová, Alexandr Agh, Martin Strakoš, Jan Vycpálek, Jiří Šlégr, Roman Ziegler

### Rada nadzorcza
- Przewodniczący: Martin Liška
- Członkowie: Jiří Turis, Pavel Nocar